# Јован Марковић (политичар)
Јован Марковић (1972) је српски политичар. Био је градоначелник Ужица од 2008. до 2012. године, а у Народној скупштини Србије од 2014. до 2016. године. Марковић је током свог мандата био члан Демократске странке (ДС).

## Рани живот и приватна каријера
Марковић је рођен у Ужицу, у тадашњој СР Србији у СФРЈ. Дипломирао је на Филозофском факултету Универзитета у Нишу 1996. године и стекао звање дипломирани педагог за физичку културу. Радио је као васпитач и био директор програма ужичког вртића од 2001. до 2008. Касније је магистрирао на ужичком Учитељском факултету 2011. године са академским звањем магистар дидактичко-методичких наука.

## Политичар
Марковић је у ДС ушао 2000. године. Странка је учествовала на локалним изборима 2000. године као део Демократске опозиције Србије (ДОС), широке и идеолошки разнолике коалиције партија супротстављених администрацији Слободана Милошевића. Марковић се кандидовао као кандидат ДОС-а у Ужицу и био је поражен. (Ово је био последњи циклус локалних избора у Србији на коме су чланови бирани у једночланим изборним јединицама. Сви наредни локални избори су спроведени по пропорционалном изборном систему)

### Градоначелник Ужица
Марковић је постао председник градског одбора ДС-а у Ужицу 2006. године. Он је предводио изборну листу ове странке на локалним изборима 2008. и изабран је када је листа однела вишеструку победу са двадесет осам од шездесет девет места. ДС је потом формирала локалну администрацију, а Марковић је изабран за градоначелника. На овој функцији је био наредне четири године. Он је 2009. године са министром одбране Драганом Шутановцем потписао уговор о претварању аеродрома Поникве из војног у цивилно-војни аеродром.
Поново је предводио листу ДС за Ужице на локалним изборима 2012. и поново је изабран када је листа освојила двадесет два мандата. Изабран је за још један мандат на месту градоначелника на заседању локалне скупштине почетком јула. Накнадне промене у градским политичким савезима довеле су до тога да је ривалска Српска напредна странка (СНС) преузела власт касније током године; Марковић је смењен са места градоначелника 29. октобра 2012. године и био је опозициони посланик у скупштини. Одлазећи на место градоначелника, он је идентификовао изградњу градског гасовода, стадиона и базена као главна достигнућа свог времена на функцији.

### Парламент и након тога
Марковић је на парламентарним изборима 2014. освојио тринаесту позицију на листи ДС-а, а у парламент је изабран када је листа освојила деветнаест мандата. СНС и њени савезници однели су већинску победу, а ДС је био у опозицији. Марковић је био члан скупштинског одбора за правосуђе, државну управу и локалну самоуправу; члан одбора за пољопривреду, шумарство и водопривреду; члан одбора за просторно планирање, саобраћај, инфраструктуру и телекомуникације; заменик члана одбора за здравље и породицу; члан делегације Србије у Интерпарламентарној унији; лидер посланичке групе пријатељства Србије са Израелом; и члан група пријатељства са Грчком, Италијом, Кином, Немачком, Словенијом и Швајцарском. Убрзо након избора 2014. подржао је лидера странке Драгана Ђиласа у против Бојана Пајтића; Пајтић је на крају победио и постао нови лидер странке.
Није био кандидат за поновне изборе у Народну скупштину 2016. године, иако се на истовременим локалним изборима 2016. поново нашао на првом месту на коалиционој листи ДС-а у Ужицу. На локалним изборима победила је листа СНС-а, а друга листа ДС са петнаест мандата. Марковић је и у наредном мандату наставио да буде опозиционар, предводећи скупштинску групу ДС.
Марковић је био потпредседник ДС од 2012. до 2018. године. Он је критиковао руководство странке након лошег наступа на изборима за Скупштину града Београда 2018, иако је рекао да ће остати члан странке. ДС је бојкотовао изборе 2020, а исте године му је истекао мандат у локалној скупштини.